# Vecchi ricordi
Vecchi ricordi (The Old Grey Hare) è un film del 1944 diretto da Robert Clampett. È un cortometraggio d'animazione della serie Merrie Melodies, uscito negli Stati Uniti il 28 ottobre 1944. Ha come protagonisti Bugs Bunny e Taddeo. Fu il primo cartone animato di Bugs Bunny ad avere accreditata la Warner Bros. Cartoons come casa di produzione, dopo che Leon Schlesinger aveva venduto lo studio alla WB.
Il titolo originale include due giochi di parole: uno è quello classico tra "hare" (lepre) e "hair" (capelli), con il coniglio reso "vecchio e grigio". L'altro si riferisce alla canzone "The Old Gray Mare". Alcune locandine di questo cartone animato presentano l'ortografia alternativa The Old Gray Hare.
Il cortometraggio integrale fu incluso nel film documentario Bugs Bunny Superstar (1975).

## Trama

Taddeo incontra Bugs nel 2000

Taddeo si lamenta perché non riesce mai a catturare Bugs. Allora Dio gli dice di continuare a provare, e lo porta nel futuro, fino all'anno 2000. In tale anno, Taddeo e Bugs sono ormai vecchi, e quando si incontrano ricominciano a inseguirsi lentamente. Taddeo però riesce a sparare a Bugs con il suo fucile laser da Buck Rogers. Mentre Bugs sta apparentemente morendo, fa vedere a Taddeo delle foto del loro primo incontro, quando erano piccoli. Parte così un flashback che mostra quel momento, quando i due si inseguono per la prima volta (Bugs ha un biberon con del succo di carota, e Taddeo un fucile a tappo). Finito il flashback, Bugs scava la propria tomba, mentre lui e Taddeo piangono. Quando sembra che stia per seppellirsi, però, Bugs si scambia di posto con il distratto Taddeo, e lo seppellisce vivo. Taddeo si consola credendo di essersi almeno liberato di Bugs, al che il coniglio spunta dalla terra, lo bacia e gli fa esplodere un grosso petardo in mano.

## Distribuzione

### Edizione italiana
Il corto fu distribuito in Italia direttamente in VHS nel novembre 1986, con un doppiaggio eseguito a Milano poi usato anche nella versione italiana di Bugs Bunny Superstar. In tale edizione Taddeo viene chiamato col suo nome originale. Il corto fu poi ridoppiato dieci anni dopo dalla Angriservices Edizioni sotto la direzione di Renzo Stacchi per la trasmissione televisiva, e tale ridoppiaggio è stato utilizzato in tutte le successive occasioni. Non essendo stata registrata una colonna internazionale, in entrambi i casi fu sostituita la musica presente durante i dialoghi.

### Edizioni home video

#### VHS
America del Nord
- Bugs Bunny Cartoon Festival Featuring "Little Red Riding Rabbit" (1986)
- Bugs Bunny and Elmer Fudd Cartoon Festival Featuring "Wabbit Twouble" (1986)
- The Golden Age of Looney Tunes Volume 10: The Art of Bugs (1992)
- Welcome To Wackyland (1999)

Italia
- Bunny il coniglio vol. 2 (novembre 1986)

#### Laserdisc
- The Golden Age of Looney Tunes (11 dicembre 1991)

#### DVD e Blu-ray Disc
Una volta restaurato, il corto fu pubblicato in DVD-Video in America del Nord nel terzo disco della raccolta Looney Tunes Golden Collection: Volume 5 (intitolato Putting a Bob Clampett on It), distribuita il 30 ottobre 2007. Il 12 ottobre 2010 fu inserito nel primo DVD della raccolta The Essential Bugs Bunny, pubblicato in Italia il 17 aprile 2013 col titolo Looney Tunes: Collezione Bugs Bunny. Fu infine incluso (con un commento audio opzionale di Greg Ford) nel primo disco della raccolta Looney Tunes Platinum Collection: Volume One, uscita in America del Nord in Blu-ray Disc il 15 novembre 2011 e in DVD il 3 luglio 2012.  Il BD fu ristampato il 10 gennaio 2012 col titolo Looney Tunes Showcase.